# Písník Pod Trávníkem
Písník pod Trávníkem , někdy nazývaný též Lhotecký písník, je vodní plocha o rozloze 0,49 ha vzniklá po těžbě štěrkopísku ukončené v polovině 20. století nalézající se v polích asi 1 km severně od vesnice Trávník v okrese Hradec Králové. Samotný písník však již leží na katastrálním území obce Lhota pod Libčany. Písník je využíván pro chov ryb.

## Galerie

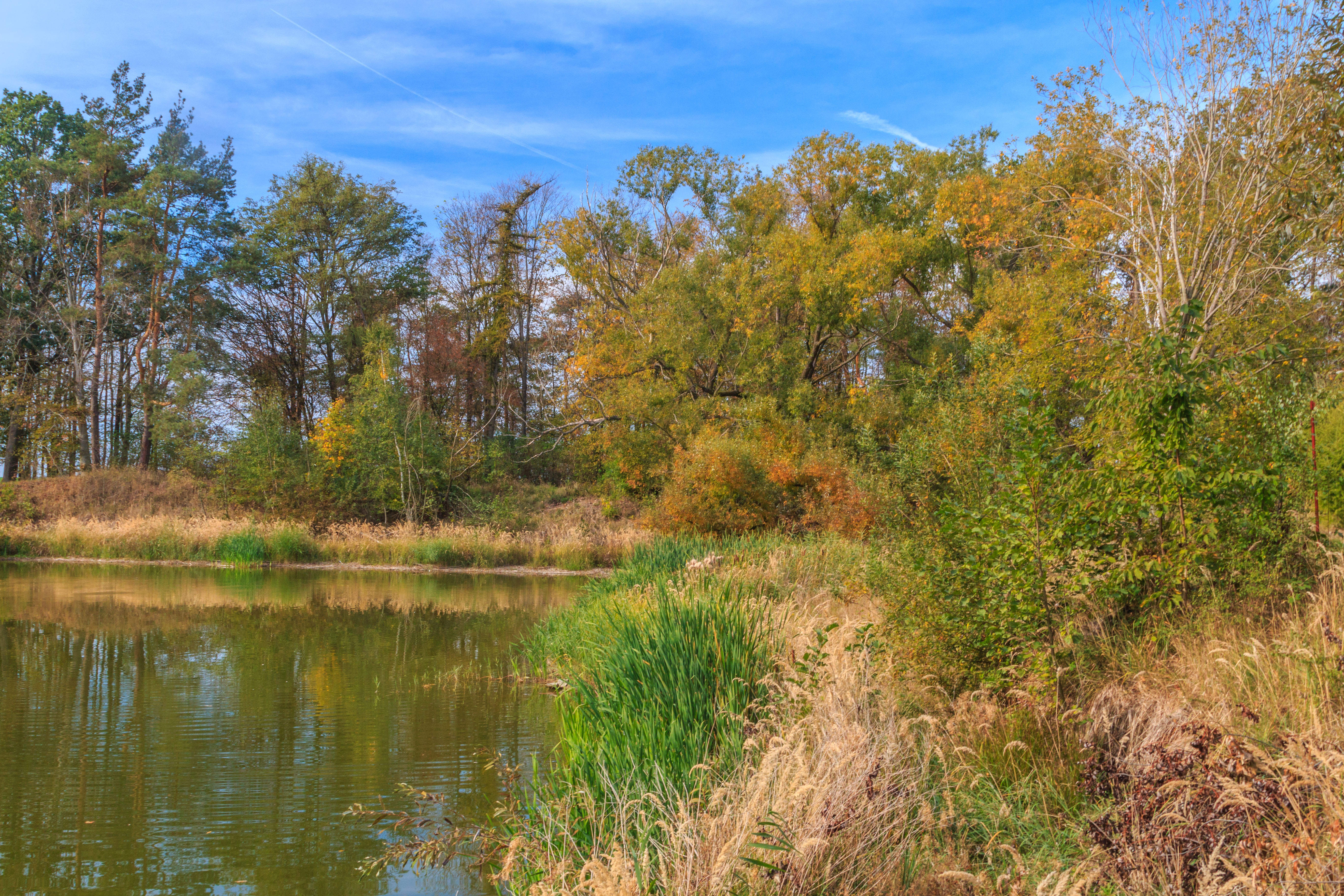
pohled na písník pod Trávníkem
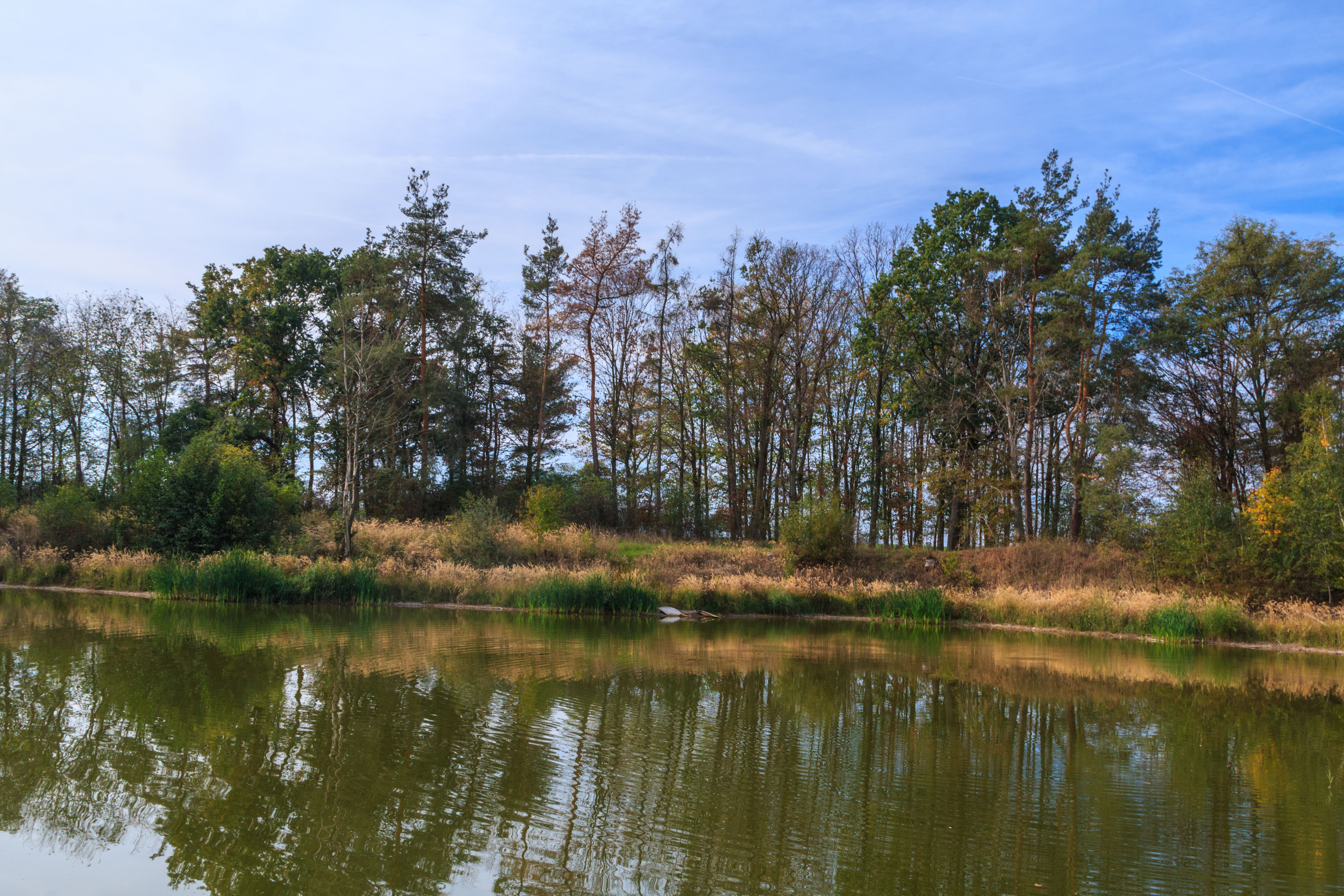
pohled na písník pod Trávníkem
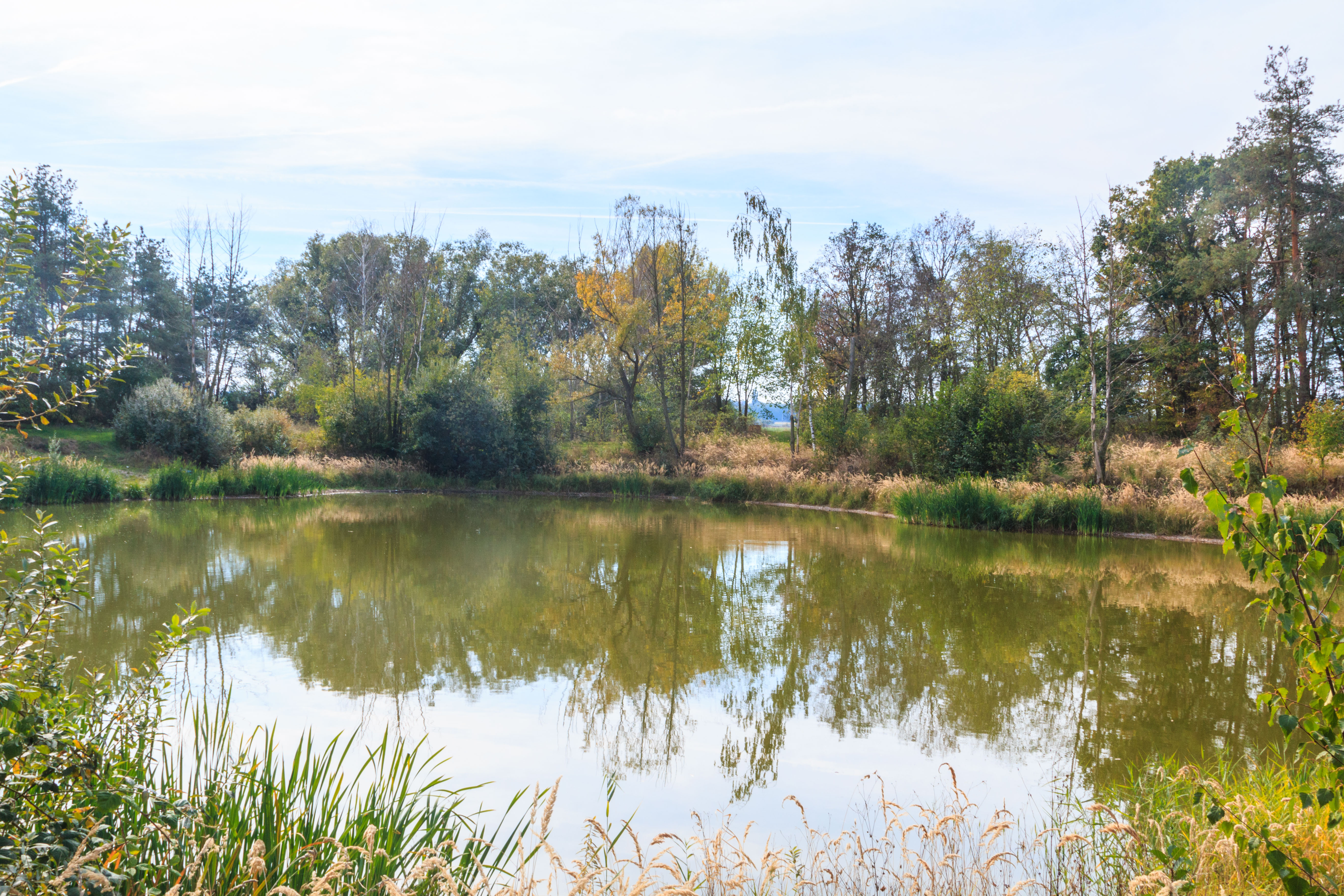
pohled na písník pod Trávníkem
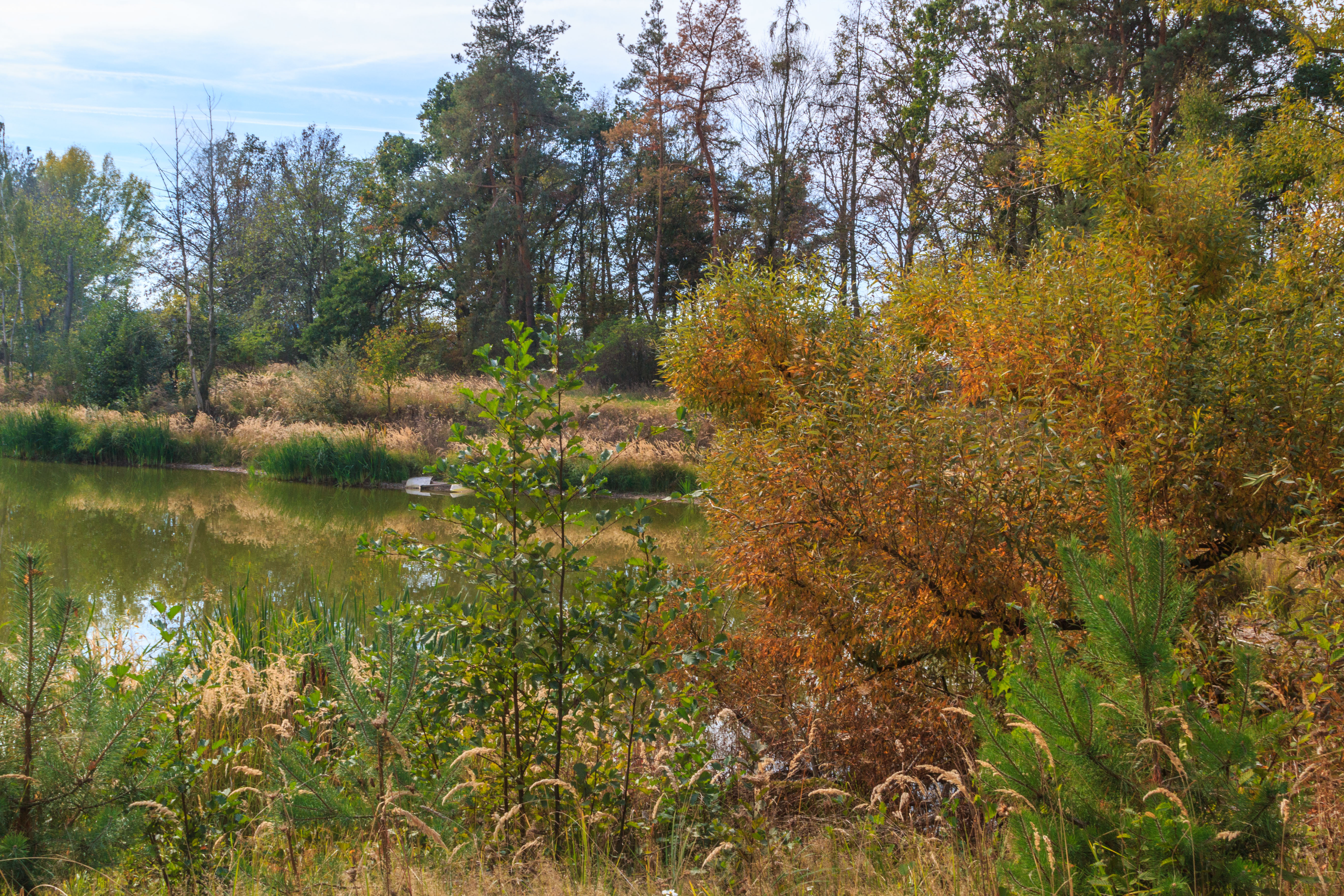
pohled na písník pod Trávníkem